# Athlétisme aux Jeux olympiques d'été de 1992
Pour des articles plus généraux, voir Jeux olympiques d'été de 1992 et Athlétisme aux Jeux olympiques.
Navigation
Les épreuves d'athlétisme des Jeux olympiques d'été de 1992 ont eu lieu du 31 juillet au 9 août 1992 au Stade olympique de Montjuic de Barcelone. 1725 athlètes issus de 156 nations ont pris part aux 43 épreuves du programme (19 féminines et 24 masculines). La compétition, qui voit l'apparition au programme olympique du 10 km marche féminin, est marquée par l'amélioration de trois records du monde et de cinq records olympiques.

## Faits marquants
- Après les Jeux olympiques d'été de 1976, 1980, 1984 marqués par des boycotts partiels, puis ceux de 1988 entachés par le dopage (Ben Johnson), les jeux de 1992 marquent enfin le retour aux compétitions et à l'esprit des jeux que l'on attendait depuis longtemps.
- Les pays qui faisaient partie de l'URSS participent au sein d'une équipe unifiée, la CEI.
- Record du monde du 400m haies par l'Américain Kevin Young.

## Résultats

### Hommes
| Épreuves | Or | Argent                                                                                    | Bronze |
| --- | --- | ----------------------------------------------------------------------------------------- | --- |
| 100 m détails | Linford Christie 9 s 96                                                                                             | Frankie Fredericks 10 s 02                                                                | Dennis Mitchell 10 s 04                                                                                            |
| 200 m détails | Mike Marsh 20 s 01                                                                                                  | Frankie Fredericks 20 s 13                                                                | Michael Bates 20 s 38                                                                                              |
| 400 m détails | Quincy Watts 43 s 50                                                                                                | Steve Lewis 44 s 21                                                                       | Samson Kitur 44 s 24                                                                                               |
| 800 m détails | William Tanui 1 min 43 s 66                                                                                         | Nixon Kiprotich 1 min 43 s 70                                                             | Johnny Gray 1 min 43 s 97                                                                                          |
| 1 500 m détails | Fermin Cacho 3 min 40 s 12                                                                                          | Rachid El-Basir 3 min 40 s 62                                                             | Mohamed Suleiman 3 min 40 s 69                                                                                     |
| 5 000 m détails | Dieter Baumann 13 min 12 s 52                                                                                       | Paul Bitok 13 min 12 s 71                                                                 | Fita Bayisa 13 min 13 s 03                                                                                         |
| 10 000 m détails | Khalid Skah 27 min 46 s 70                                                                                          | Richard Chelimo 27 min 47 s 72                                                            | Addis Abebe 28 min 00 s 72                                                                                         |
| Marathon détails | Hwang Young-cho 2 h 13 min 23 s                                                                                     | Kōichi Morishita 2 h 13 min 45 s                                                          | Stephan Freigang 2 h 14 min 00 s                                                                                   |
| 110 m haies détails | Mark McKoy 13 s 12                                                                                                  | Tony Dees 13 s 24                                                                         | Jack Pierce 13 s 26                                                                                                |
| 400 m haies détails | Kevin Young 46 s 78 (WR)                                                                                            | Winthrop Graham 47 s 66                                                                   | Kriss Akabusi 47 s 82                                                                                              |
| 3 000 m steeple détails | Matthew Birir 8 min 08 s 84                                                                                         | Patrick Sang 8 min 09 s 55                                                                | William Mutwol 8 min 10 s 74                                                                                       |
| 4 × 100 m détails | États-Unis Mike Marsh Leroy Burrell Dennis Mitchell Carl Lewis James Jett* 37 s 40 (WR)                             | Nigeria Oluyemi Kayode Chidi Imoh Davidson Ezinwa Olapade Adeniken Osmond Ezinwa* 37 s 98 | Cuba Andrés Simón Joel Lamela Joel Isasi Jorge Luis Aguilera 38 s 00                                               |
| 4 × 400 m détails | États-Unis Andrew Valmon Quincy Watts Michael Johnson Steve Lewis Darnell Hall* Charles Jenkins* 2 min 55 s 74 (WR) | Cuba Lázaro Martínez Héctor Herrera Norberto Téllez Roberto Hernández 2 min 59 s 51       | Grande-Bretagne Roger Black David Grindley Kriss Akabusi John Regis Du'aine Ladejo* Mark Richardson* 2 min 59 s 73 |
| 20 km marche détails | Daniel Plaza 1 h 21 min 45 s                                                                                        | Guillaume Leblanc 1 h 22 min 25 s                                                         | Giovanni De Benedictis 1 h 23 min 11 s                                                                             |
| 50 km marche détails | Andrey Perlov 3 h 50 min '13 s                                                                                      | Carlos Mercenario 3 h 52 min 09 s                                                         | Ronald Weigel 3 h 53 min 45 s                                                                                      |
| Saut en longueur détails | Carl Lewis 8,67 m                                                                                                   | Mike Powell 8,64 m                                                                        | Joe Greene 8,34 m                                                                                                  |
| Saut en hauteur détails | Javier Sotomayor 2,34 m                                                                                             | Patrik Sjöberg 2,34 m                                                                     | Artur Partyka 2,34 m                                                                                               |
| Saut en hauteur détails | Javier Sotomayor 2,34 m                                                                                             | Patrik Sjöberg 2,34 m                                                                     | Tim Forsyth 2,34 m                                                                                                 |
| Saut en hauteur détails | Javier Sotomayor 2,34 m                                                                                             | Patrik Sjöberg 2,34 m                                                                     | Hollis Conway 2,34 m                                                                                               |
| Saut à la perche détails | Maksim Tarasov 5,80 m                                                                                               | Igor Trandenkov 5,80 m                                                                    | Javier García 5,75 m                                                                                               |
| Triple saut détails | Mike Conley 17,87 m (WR)                                                                                            | Charles Simpkins 17,60 m                                                                  | Frank Rutherford 17,36 m                                                                                           |
| Lancer du poids détails | Mike Stulce 21,70 m                                                                                                 | Jim Doehring 20,96 m                                                                      | Vyacheslav Lykho 20,94 m                                                                                           |
| Lancer du disque détails | Romas Ubartas 65,12 m                                                                                               | Jürgen Schult 64,94 m                                                                     | Roberto Moya 64,12 m                                                                                               |
| Lancer du marteau détails | Andrey Abduvaliev 82,54 m                                                                                           | Ihar Astapkovich 81,96 m                                                                  | Igor Nikulin 81,38 m                                                                                               |
| Lancer du javelot détails | Jan Železný 89,66 m                                                                                                 | Seppo Räty 86,60 m                                                                        | Steve Backley 83,38 m                                                                                              |
| Décathlon détails | Robert Změlík 8 611 pts                                                                                             | Antonio Peñalver 8 412 pts                                                                | Dave Johnson 8 309 pts                                                                                             |
| Records et Performances - AR : Record continental (area record) - CR : Record des championnats (championship record) - MR : Record du meeting (meet record) - NR : Record national (national record) - OR : Record olympique (olympic record) - PR : Record paralympique (paralympic record) - PB : Record personnel (personal best) - SB : Meilleure performance personnelle de la saison (season's best) - WL : Meilleure performance mondiale de l'année (world leader) - WJR : Record du monde junior (world junior record) - WR : Record du monde (world record) Circonstances et Conditions - DNF : N'a pas terminé (did not finish) - DNS : N'a pas pris le départ (did not start) - DQ : Disqualification (disqualification) - NM : Aucun essai valable enregistré (No Mark) - Q : Qualifié « directement » au prochain tour (ou à la prochaine compétition), lors d'une compétition majeure, grâce au classement ou à la réalisation des minima (automatic qualifier) - q : Qualifié au prochain tour (ou à la prochaine compétition), lors d'une compétition majeure, grâce au repêchage ou à la réalisation de l'une des meilleures performances parmi celles des « non qualifiés directement » (grâce au meilleur temps ou à la meilleure distance par exemple) (secondary qualifier) | |                                                                                           | |

* Athlètes médaillés ayant participé aux séries des relais

### Femmes
| Épreuves | Or | Argent | Bronze                                                                                  |
| --- | --- | --- | --------------------------------------------------------------------------------------- |
| 100 m détails | Gail Devers 10 s 82 | Juliet Cuthbert 10 s 83                                                                                         | Irina Privalova 10 s 84                                                                 |
| 200 m détails | Gwen Torrence 21 s 81 | Juliet Cuthbert 22 s 02                                                                                         | Merlene Ottey 22 s 09                                                                   |
| 400 m détails | Marie-José Pérec 48 s 83 | Olha Bryzhina 49 s 05                                                                                           | Ximena Restrepo 49 s 64                                                                 |
| 800 m détails | Ellen van Langen 1 min 55 s 54 | Lilia Nurutdinova 1 min 55 s 99                                                                                 | Ana Fidelia Quirot 1 min 56 s 80                                                        |
| 1 500 m détails | Hassiba Boulmerka 3 min 55 s 30 | Ludmila Rogacheva 3 min 56 s 91                                                                                 | Qu Yunxia 3 min 57 s 08                                                                 |
| 3 000 m détails | Yelena Romanova 8 min 46 s 04 | Tatyana Dorovski 8 min 46 s 85                                                                                  | Angela Chalmers 8 min 47 s 22                                                           |
| 10 000 m détails | Derartu Tulu 31 min 06 s 02 | Elana Meyer 31 min 11 s 75                                                                                      | Lynn Jennings 31 min 19 s 89                                                            |
| Marathon détails | Valentina Yegorova 2 h 32 min 41 s | Yuko Arimori 2 h 32 min 49 s                                                                                    | Lorraine Moller 2 h 33 min 59 s                                                         |
| 100 m haies détails | Paraskevi Patoulidou 12 s 64 | LaVonna Martin 12 s 69                                                                                          | Yordanka Donkova 12 s 70                                                                |
| 400 m haies détails | Sally Gunnell 53 s 23 | Sandra Farmer-Patrick 53 s 69                                                                                   | Janeene Vickers 54 s 31                                                                 |
| 4 × 100 m détails | États-Unis Evelyn Ashford Esther Jones Carlette Guidry Gwen Torrence Michelle Finn* 42 s 11                                                  | Équipe unifiée de l’ex-URSS Olga Bogoslovskaya Galina Malchugina Marina Trandenkova Irina Privalova 42 s 16     | Nigeria Beatrice Utondu Faith Idehen Christy Opara-Thompson Mary Onyali 42 s 81         |
| 4 × 400 m détails | Équipe unifiée de l’ex-URSS Yelena Ruzina Lyudmyla Dzhygalova Olga Nazarova Olha Bryzhina Liliya Nurutdinova* Marina Shmonina* 3 min 20 s 20 | États-Unis Natasha Kaiser Gwen Torrence Jearl Miles Rochelle Stevens Denean Hill* Dannette Young* 3 min 20 s 92 | Grande-Bretagne Phylis Smith Sandra Douglas Jennifer Stoute Sally Gunnell 3 min 24 s 23 |
| 10 km marche détails | Chen Yueling 44 min 32 s | Yelena Nikolayeva 44 min 33 s                                                                                   | Li Chunxiu 44 min 41 s                                                                  |
| Saut en longueur détails | Heike Drechsler 7,14 m | Inessa Kravets 7,12 m                                                                                           | Jackie Joyner-Kersee 7,07 m                                                             |
| Saut en hauteur détails | Heike Henkel 2,02 m | Galina Astafei 2,00 m                                                                                           | Ioamnet Quintero 1,97 m                                                                 |
| Lancer du poids détails | Svetlana Krivelyova 21,06 m | Huang Zhihong 20,47 m                                                                                           | Kathrin Neimke 19,78 m                                                                  |
| Lancer du disque détails | Maritza Martén 70,06 m | Tsvetanka Khristova 67,78 m                                                                                     | Daniela Costian 66,24 m                                                                 |
| Lancer du javelot détails | Silke Renk 68,34 m | Natalya Shikolenko 68,26 m                                                                                      | Karen Forkel 66,86 m                                                                    |
| Heptathlon détails | Jackie Joyner-Kersee 7 044 pts | Irina Belova 6 845 pts                                                                                          | Sabine Braun 6 649 pts                                                                  |
| Records et Performances - AR : Record continental (area record) - CR : Record des championnats (championship record) - MR : Record du meeting (meet record) - NR : Record national (national record) - OR : Record olympique (olympic record) - PR : Record paralympique (paralympic record) - PB : Record personnel (personal best) - SB : Meilleure performance personnelle de la saison (season's best) - WL : Meilleure performance mondiale de l'année (world leader) - WJR : Record du monde junior (world junior record) - WR : Record du monde (world record) Circonstances et Conditions - DNF : N'a pas terminé (did not finish) - DNS : N'a pas pris le départ (did not start) - DQ : Disqualification (disqualification) - NM : Aucun essai valable enregistré (No Mark) - Q : Qualifié « directement » au prochain tour (ou à la prochaine compétition), lors d'une compétition majeure, grâce au classement ou à la réalisation des minima (automatic qualifier) - q : Qualifié au prochain tour (ou à la prochaine compétition), lors d'une compétition majeure, grâce au repêchage ou à la réalisation de l'une des meilleures performances parmi celles des « non qualifiés directement » (grâce au meilleur temps ou à la meilleure distance par exemple) (secondary qualifier) | | |                                                                                         |

* Athlètes médaillées ayant participé aux séries des relais

## Tableau des médailles
| Rang | Nation           | Or | Argent | Bronze | Total |
| ---- | ---------------- | -- | ------ | ------ | ----- |
| 1    | États-Unis       | 12 | 8      | 10     | 30    |
| 2    | Équipe unifiée   | 7  | 11     | 3      | 21    |
| 3    | Allemagne        | 4  | 1      | 5      | 10    |
| 4    | Kenya            | 2  | 4      | 2      | 8     |
| 5    | Cuba             | 2  | 1      | 4      | 7     |
| 6    | Espagne          | 2  | 1      | 1      | 4     |
| 7    | Grande-Bretagne  | 2  | 0      | 4      | 6     |
| 8    | Tchécoslovaquie  | 2  | 0      | 0      | 2     |
| 9    | Chine            | 1  | 1      | 2      | 4     |
| 10   | Canada           | 1  | 1      | 1      | 3     |
| 11   | Maroc            | 1  | 1      | 0      | 2     |
| 12   | Éthiopie         | 1  | 0      | 2      | 3     |
| 13   | Algérie          | 1  | 0      | 0      | 1     |
| 13   | France           | 1  | 0      | 0      | 1     |
| 13   | Grèce            | 1  | 0      | 0      | 1     |
| 13   | Lituanie         | 1  | 0      | 0      | 1     |
| 13   | Pays-Bas         | 1  | 0      | 0      | 1     |
| 13   | Corée du Sud     | 1  | 0      | 0      | 1     |
| 19   | Jamaïque         | 0  | 3      | 1      | 4     |
| 20   | Japon            | 0  | 2      | 0      | 2     |
| 20   | Namibie          | 0  | 2      | 0      | 2     |
| 22   | Bulgarie         | 0  | 1      | 1      | 2     |
| 22   | Nigeria          | 0  | 1      | 1      | 2     |
| 24   | Finlande         | 0  | 1      | 0      | 1     |
| 24   | Mexique          | 0  | 1      | 0      | 1     |
| 24   | Roumanie         | 0  | 1      | 0      | 1     |
| 24   | Afrique du Sud   | 0  | 1      | 0      | 1     |
| 24   | Suède            | 0  | 1      | 0      | 1     |
| 29   | Australie        | 0  | 0      | 2      | 2     |
| 30   | Bahamas          | 0  | 0      | 1      | 1     |
| 30   | Colombie         | 0  | 0      | 1      | 1     |
| 30   | Italie           | 0  | 0      | 1      | 1     |
| 30   | Nouvelle-Zélande | 0  | 0      | 1      | 1     |
| 30   | Pologne          | 0  | 0      | 1      | 1     |
| 30   | Qatar            | 0  | 0      | 1      | 1     |